# Dolores Moran

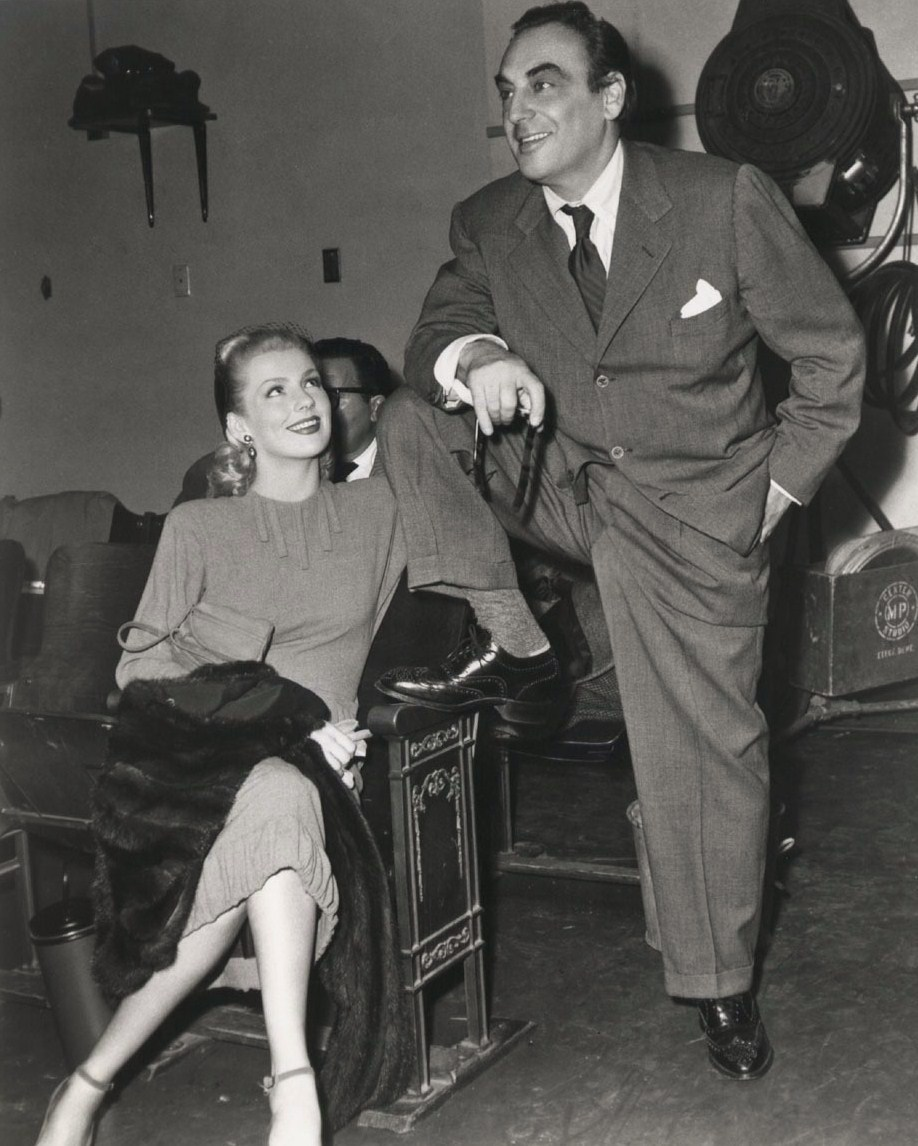
Dolores Moran juntó con su esposo Benedict Bogeaus, ca. 1950s

Dolores Jean Moran (27 de enero de 1926-5 de febrero de 1982) fue una actriz y modelo estadounidense.

## Primeros años
Moran nació en Stockton (California), donde pasó su educación en escuelas primarias y secundarias. Moran ganó el Concurso de Oratoria del Norte de California y protagonizó varias obras de teatro escolares.

## Carrera cinematográfica
En 1942, cuando tenía 16 años, firmó un contrato de 7 años con Warner Bros bajo el permiso de sus padres.
La breve carrera de Moran en la industria cinematográfica comenzó cuando actuó en papeles no acreditados, incluyendo Yankee Doodle Dandy (1942) donde interpreta a "the Pippirino". En 1943, Moran se convirtió en una chica pin-up, apareciendo frecuentemente en la revista Yank. Moran comenzó a trabajar en papeles secundarios, incluyendo Old Acquaintance (1943), protagonizada por Bette Davis.[cita requerida]
Warner Bros. intentó aumentar el interés del público en Moran, siendo promocionada juntó con Lauren Bacall, quién en ese momento estaba empezando a trabajar en la industria cinematográfica, trabajando juntó con Humphrey Bogart en To Have and Have Not (1944). La película logró popularidad en Bacall, sin embargo, el interés en Moran se desvanecía, haciendo que en películas posteriores promovían poco en su carrera.[cita requerida]
Moran trabajó en un papel principal en la película The Horn Blows at Midnight (1945), protagonizada por Jack Benny y Alexis Smith, sin embargo, sus apariciones en varias películas se habían vuelto esporádicas, además sufrió problemas de salud que redujeron su capacidad para seguir trabajando en la industria cinematográfica. Se retiró de la industria cinematográfica en 1954, interpretando a Dolly en la película Silver Lode, protagonizada por John Payne y Lizabeth Scott.[cita requerida]

## Vida personal
Moran se casó con el productor Benedict Bogeaus en Salome, Arizona, en 1946. Tuvieron un hijo, Brett Benedict, quién trabajó como empresario. Se divorciaron en 1962;
Moran tuvo una relación con el director Howard Hawks mientras trabajaba en To Have and Have Not, Hawks emprendió principalmente como una venganza después de que Bacall lo rechazará por Bogart. Bacall reprendió a Bogart en una escena donde copió las líneas de Moran y movió los ojos hacia Bogart para enfatizar lo cursi que era la actuación de Moran.
En 1968, Moran recibió un legado de 300.000 dólares. Anthony Ponce, "un cultivador de albaricoques", le legó la mayor parte de la propiedad porque apreciaba su amabilidad cuando ella trabajaba como carhop en un autocine. El testamento de Ponce ordenaba que $ 6,000 fueran para sus sobrinos y el resto para Moran. Sin embargo, los sobrinos impugnaron el testamento.

## Muerte
En 1982, Moran murió de cáncer a los 56 años. 

## Filmografía
| Año  | Título                     | Papel                        | Estudio                                                  | Director                       | Notas         |
| ---- | -------------------------- | ---------------------------- | -------------------------------------------------------- | ------------------------------ | ------------- |
| 1942 | Winning Your Wings         | Blonde at Dance              | War Activities Committee of the Motion Pictures Industry | John Huston                    | Sin acreditar |
| 1942 | Yankee Doodle Dandy        | The Pipperino                | Warner Bros.                                             | Michael Curtiz                 | Sin acreditar |
| 1943 | The Hard Way               | Young Blonde                 | Warner Bros.                                             | Vincent Sherman                | Sin acreditar |
| 1943 | Three Cheers for the Girls | Blonde Chorus Girl           | Warner Bros.                                             | Busby Berkeley, Jean Negulesco | Sin acreditar |
| 1943 | Old Acquaintance           | Deirdre Drake                | Warner Bros.                                             | Vincent Sherman                |               |
| 1944 | The Last Ride              | Molly Stevens                | Warner Bros.                                             | D. Ross Lederman               | Sin acreditar |
| 1944 | To Have and Have Not       | Mme. Hellene de Bursac       | Warner Bros.                                             | Howard Hawks                   |               |
| 1944 | Hollywood Canteen          | Herself                      | Warner Bros.                                             | Delmer Daves                   |               |
| 1945 | The Horn Blows at Midnight | Violinista / Fran Blackstone | Warner Bros.                                             | Raoul Walsh                    |               |
| 1945 | Too Young to Know          | Patsy O'Brien                | Warner Bros.                                             | Frederick De Cordova           |               |
| 1946 | Without Reservations       | Herself                      | RKO                                                      | Mervyn LeRoy                   |               |
| 1947 | The Man I Love             | Gloria O'Connor              | Warner Bros.                                             | Raoul Walsh                    |               |
| 1947 | Christmas Eve              | Jean Bradford                | United Artists                                           | Edwin L. Marin                 |               |
| 1950 | Johnny One-Eye             | Lily White                   | United Artists                                           | Robert Florey                  |               |
| 1953 | Count the Hours            | Paula Mitchener              | RKO                                                      | Don Siegel                     |               |
| 1954 | Silver Lode                | Dolly                        | RKO                                                      | Allan Dwan                     |               |